# Бурчикэ, Констанца
Констанца Бурчикэ (рум. Constanța Burcică; род. 15 марта 1971, Sohatu, Кэлэраши), в девичестве Пипотэ (рум. Pipotă) — румынская гребчиха, выступавшая за сборную Румынии по академической гребле в 1990-х и 2000-х годах. Трёхкратная олимпийская чемпионка, пятикратная чемпионка мира, чемпионка Европы, победительница и призёрка многих регат национального значения.

## Биография
Констанца Бурчикэ родилась 15 марта 1971 года в коммуне Сохату, жудец Кэлэраши, Румыния. Заниматься академической греблей начала в 1985 году, проходила подготовку в Бухаресте в столичном гребном клубе «Динамо».
Впервые заявила о себе в гребле в 1988 году, выиграв золотую медаль в распашных рулевых четвёрках на юниорском мировом первенстве в Милане. Год спустя на аналогичных соревнованиях в Сегеде заняла четвёртое место в парных двойках.
Первого серьёзного успеха на взрослом международном уровне добилась в сезоне 1990 года, когда вошла в основной состав румынской национальной сборной и в зачёте восьмёрок одержала победу на чемпионате мира в Тасмании.
В 1991 году на мировом первенстве в Вене стала бронзовой призёркой в парных четвёрках.
Благодаря череде удачных выступлений удостоилась права защищать честь страны на летних Олимпийских играх 1992 года в Барселоне — совместно с Дойной Игнат, Анишоарой Добре-Бэлан и Вероникой Кокеля финишировала в парных четвёрках второй, уступив в финале только титулованным немецким гребчихам, и тем самым завоевала серебряную олимпийскую медаль.
В 1993 году на чемпионате мира в Рачице заняла пятое место в безрульных четвёрках и победила в рулевых восьмёрках.
В 1994 году в парных одиночках лёгкого веса была лучшей на этапе Кубка мира в Париже и на мировом первенстве в Индианаполисе.
Находясь в числе лидеров гребной команды Румынии, благополучно прошла отбор на Олимпийские игры 1996 года в Атланте — на сей раз вместе с напарницей Камелией Маковичук стартовала в парных двойках лёгкого веса, обошла всех своих соперниц в финале и завоевала олимпийское золото. Кроме того, в этом сезоне в одиночках победила на мировом первенстве в Глазго.
В 1999 году в лёгких парных двойках отметилась победами на трёх этапах Кубка мира, а также на чемпионате мира в Сент-Катаринсе.
Представляла страну на Олимпийских играх 2000 года в Сиднее — на сей раз в лёгких парных двойках победила в паре с Анджелой Алупей.
В 2001 году в лёгких одиночках выиграла серебряную медаль на этапе Кубка мира в Вене.
На мировом первенстве 2003 года в Милане взяла бронзу в лёгких парных двойках.
В 2004 году отправилась выступать на Олимпийских играх 2004 года в Афинах — здесь с Анджелой Алупей вновь одержала победу в программе парных двоек лёгкого веса.
После афинской Олимпиады Бурчикэ осталась в составе румынской национальной сборной на ещё один олимпийский цикл и продолжила принимать участие в крупнейших международных регатах. Так, в 2008 году в распашных рулевых восьмёрках она победила на этапе Кубка мира в Познани и на чемпионате Европы в Афинах. В возрасте 37 лет побывала на Олимпийских играх в Пекине, где выиграла бронзовую медаль в восьмёрках. Вскоре по окончании этого сезона приняла решение завершить спортивную карьеру.

## Награды
- Почётный гражданин Бухареста (2000)[4]
- Командор ордена «За заслуги» (2000)[5]
- Орден «За спортивные заслуги» I степени (2004)[6]
- Орден «За спортивные заслуги» III степени II типа (2008)[7]